# Thigle
Thigle (sanskryt: bindu) – forma medytacyjna w tradycji buddyzmu tybetańskiego, zwłaszcza dzogczen, posiadająca formę punktu lśniącego światła, stanowiącego zalążek wizji, będącej manifestacją energii umysłu.